# 农格明松格
农格明松格（Nongmynsong），是印度梅加拉亚邦東卡希山縣的一个城镇。

## 人口
该地2001年总人口11362人，其中男性5927人，女性5435人；0－6岁人口1742人，其中男876人，女866人；识字率69.19%，其中男性为73.95%，女性为63.99%。